# 182 Dywizja Strzelecka (ZSRR)
182 (Estońska) Dywizja Strzelecka (ros. 182-я стрелковая дивизия) – związek taktyczny (dywizja) Armii Czerwonej.
Sformowana w 1940 z Estończyków, w związku z przyłączeniem Estonii do ZSRR. Po niemieckiej agresji walczyła pod Pskowem. W 1944 wyzwoliła Wyborg i Memel. Wojnę zakończyła w Obwodzie królewieckim.